# Sinegorsk (Krasnodar)
Sinegorsk (del ruso: Синегорск) es un posiólok del raión de Abinsk del krai de Krasnodar en el sur de Rusia. Está situado a orillas del río Jabl, de la cuenca del Kubán, 17 km al sudeste de Abinsk y 62 km al suroeste de Krasnodar, la capital del krai. Tenía 964 habitantes en 2010
Pertenece al municipio Jolmskoye.